# Сестра оборотня
«Сестра оборотня» (англ. Ginger Snaps 2: Unleashed) — фильм ужасов 2004 года режиссёра Брэтта Салливана.

## Сюжет
Действие фильма происходит спустя четыре года после первой части фильма. Делая себе уколы инъекциями аконита и волчьего яда, Бриджит пытается противостоять своему проклятью, которое превращало её сестру в оборотня. Однако она оказывается в реабилитационном центре для психически и физически больных, где она не имеет возможности противостоять вирусу. Из-за этого её ухо мутирует, что замечает девочка по прозвищу «Дух», чья бабушка попала сюда из-за многочисленных ожогов. Бриджет прогоняет её и бежит в ванную. Джинджер, в виде галлюцинации, говорит Бриджет, что «это нельзя сдержать. Оно внутри тебя», а потом Бриджет отрезает себе часть уха.
Дальше — хуже. Вирус распространяется по её телу и её единственной надеждой становится Дух, которая отнюдь не так уж и безобидна…

## В ролях
| Актёр           | Роль                 |
| --------------- | -------------------- |
| Эмили Перкинс   | Бриджит Фицджеральд  |
| Татьяна Маслани | Дух                  |
| Эрик Джонсон    | Тайлер               |
| Джанет Киддер   | Элис Северсон        |
| Брендан Флетчер | Джереми              |
| Кэтрин Изабель  | Джинджер Фицджеральд |
| Сьюзан Адам     | Барбара              |
| Крис Фассбэндер | Люк                  |
| Паскаль Хаттон  | Бэт-Энн              |
| Будуан, Мишель  | Винни                |
| Дэвид МакНэлли  | Маркус               |
| Патрисиц Идлетт | Доктор Брукнер       |